# Sigtuna
Sigtuna kan också avse en by införlivad i tätorten Gnesta i Gnesta kommun, eller en bydel i Tervola i Finland.
Sigtuna (uttal [²sɪkːtʉːna]) är en tätort i Sigtuna kommun i Stockholms län. Sigtuna ligger vid Mälaren och grundades av Erik Segersäll runt år 980. Sigtuna var en av de tre första, anlagda städerna i dåvarande Sverige (de andra två var Lödöse och Skara). (Om man ser till dagens Sverige, kan Lund i Skåne adderas till listan då fynd indikerar att denna stad kan ha grundats år 964.) Staden blev sedan säte för den förste kristne kungen, Olof Skötkonung, som här lät slå de första svenska mynten. Sigtuna blomstrade som ett kungligt, kyrkligt och kommersiellt centrum fram till slutet på 1200-talet. Landhöjningen hade då gjort Mälaren till en insjö och det krävdes omlastning av transporterna vattenvägen där Stockholm nu är beläget. 

## Etymologi
I början på 1900-talet menade många forskare att tuna-orter ursprungligen var gamla kultplatser. Otto von Friesen framkastade 1922 med hänvisning till ett av Odens noanamn Sig att Sigtuna skulle vara en gammal kultplats för Oden. Idag anses den troligaste förklaringen att namnet sik (sig) = "våtmark" och tuna, centralplats (handelsplats, befäst plats). En alternativ förklaring är att det skulle vara en kopiering från det keltiska Segodunon, med betydelsen stark borg. Namnet har troligen ursprungligen syftat på det gamla Fornsigtuna i Håtuna, och flyttas med när staden anlades. Sigtuna skrevs på en runsten från 1000-talet Sihtunum. Stenen finns utställd i Sigtuna museum. På mynt från ungefär samma tid finns Sigtunanamnet i andra varianter.

## Historia

### Forntid
I Sigtuna har omkring 630 fornlämningar anträffats. Från bronsåldern kommer spridda gravar. De flesta fornlämningarna kommer dock från järnåldern och finns på 25 gravfält och 35 runstenar, de flesta i stadsområdet. Två av runstenarna talar om frisiska gillen i staden. Dessutom finns en fornborg, Trollberget. 

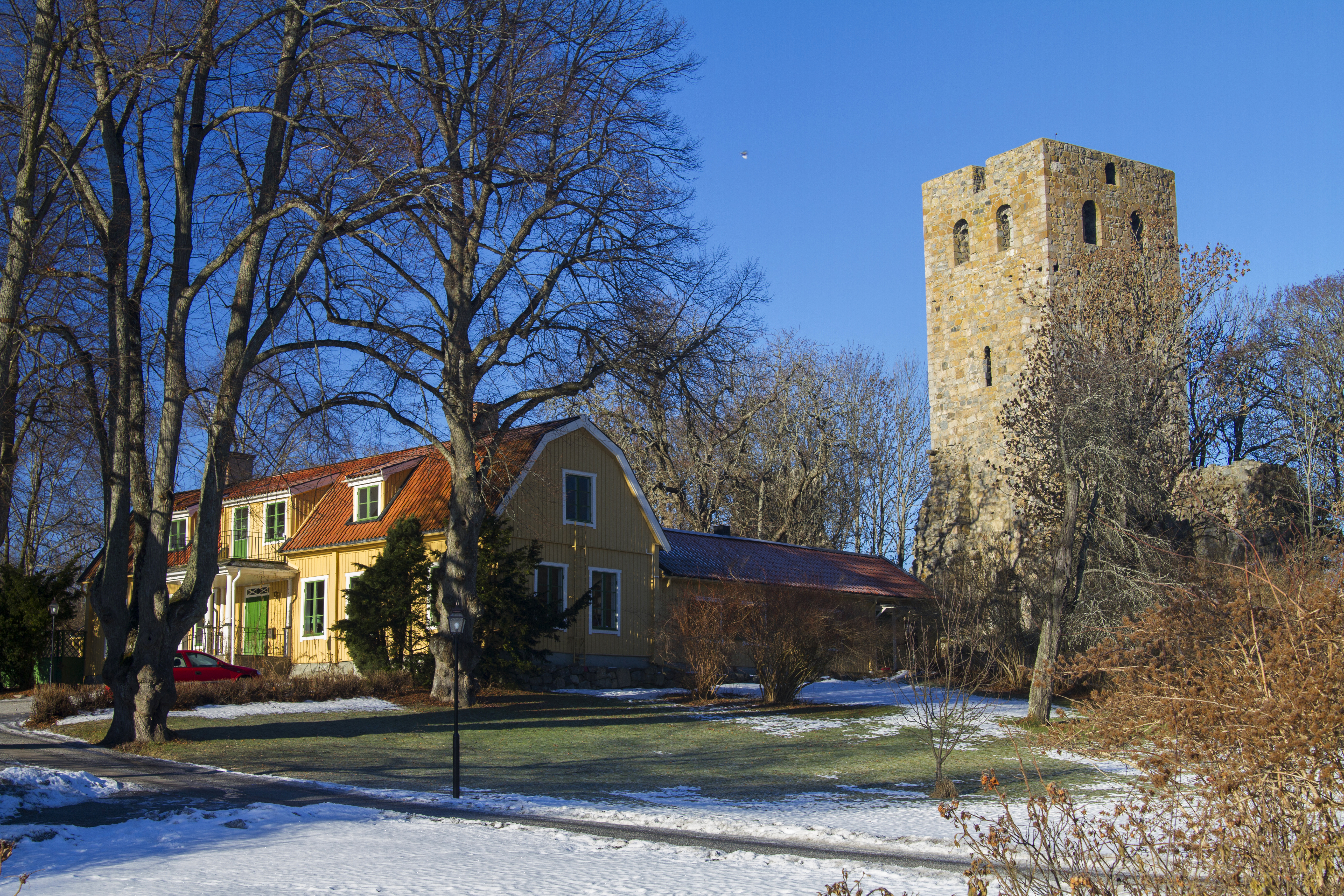
Sankt Pers kyrkoruin och Sigtuna prästgård.

### Uppkomst

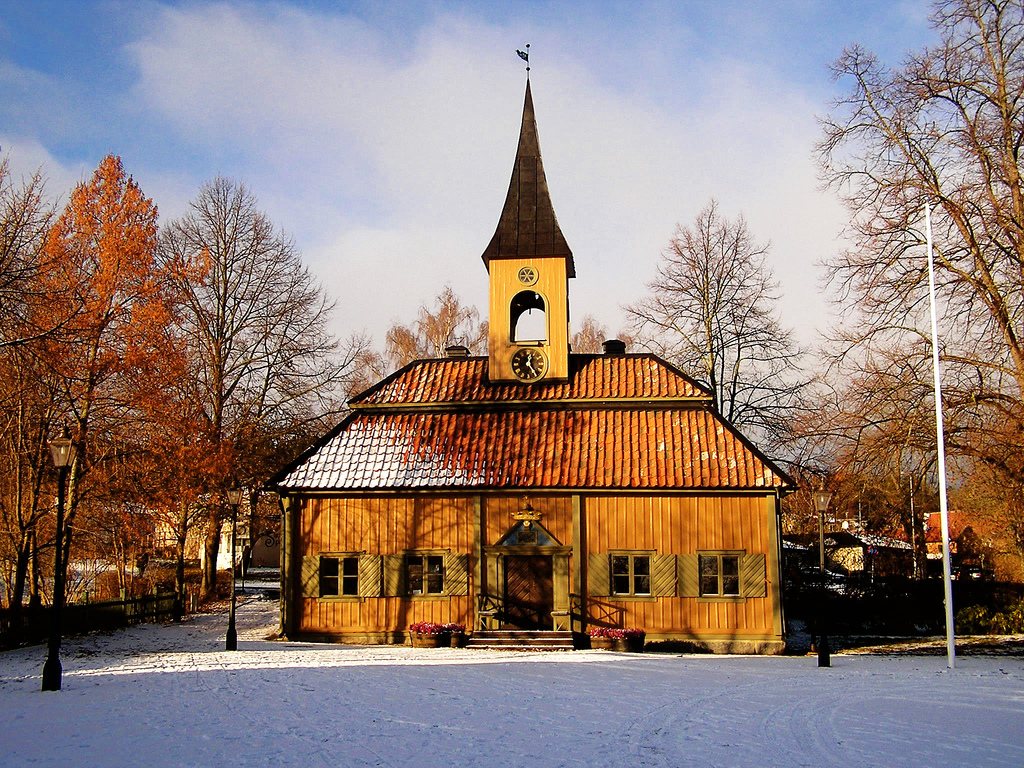
Sigtuna rådhus från 1744 lär vara Europas minsta. Det är ritat av borgmästare Eric Kijhlman (1708-1784).

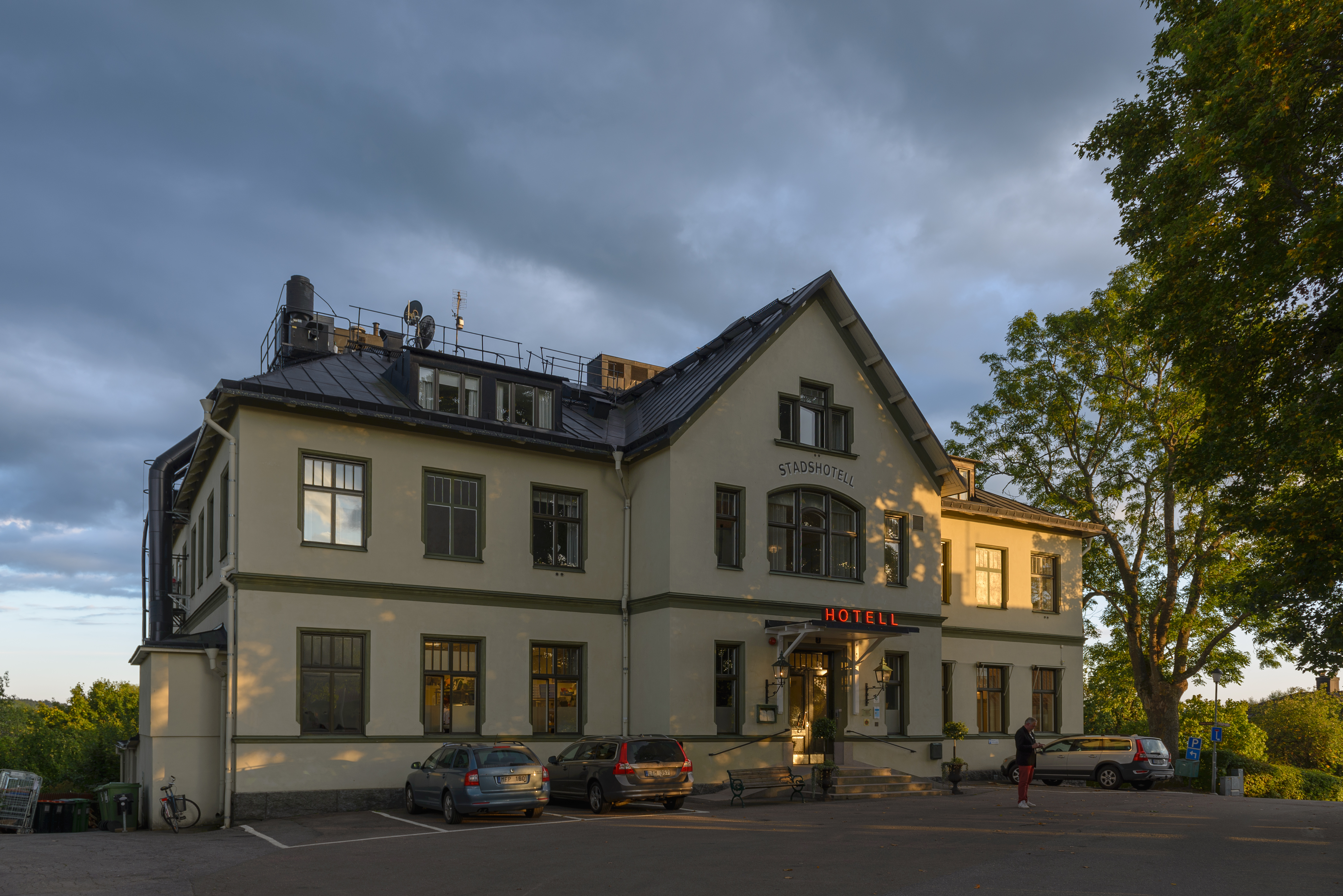
Sigtuna stadshotell.

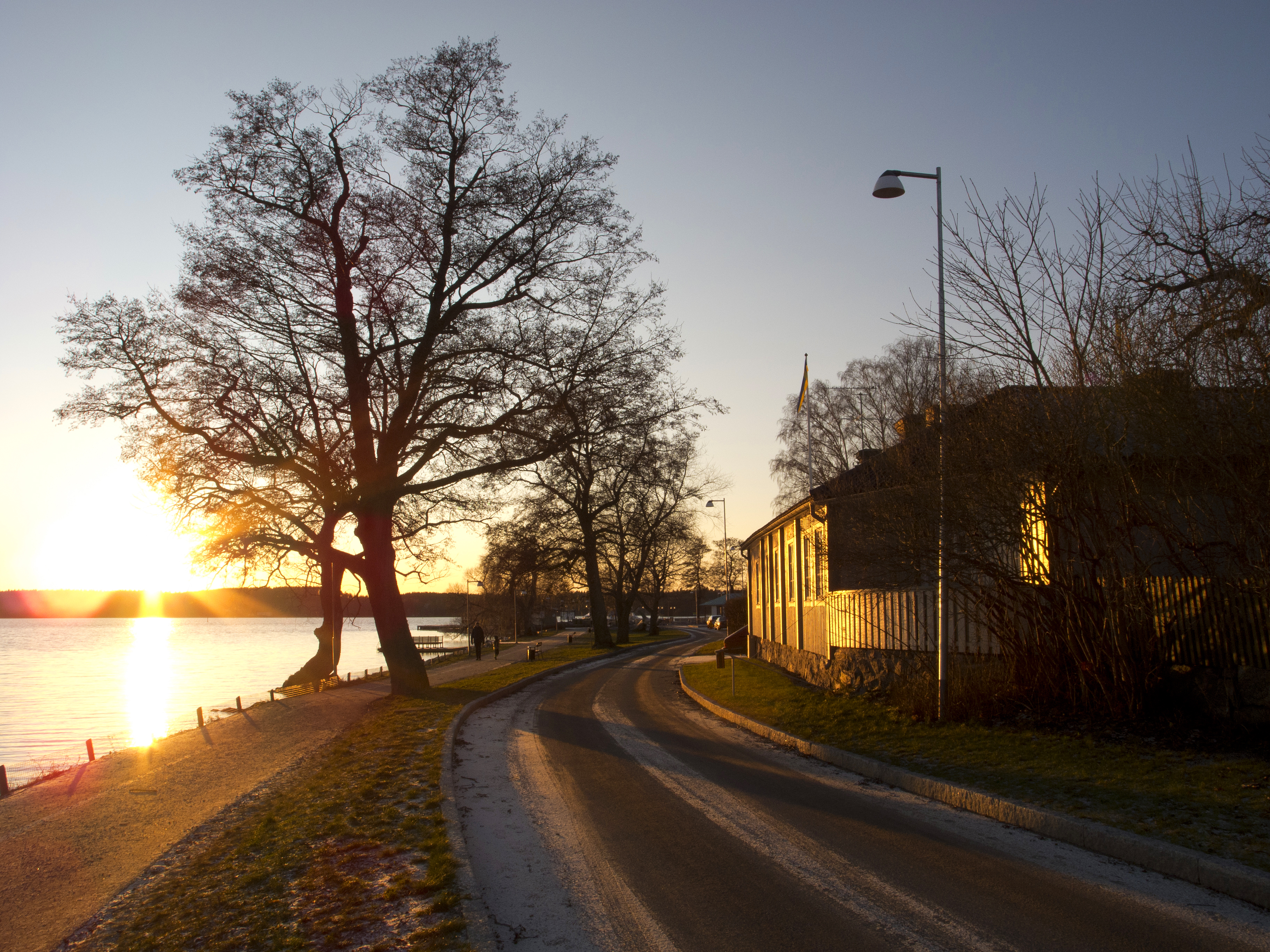
Strandvägen i Sigtuna vintertid.

Sigtuna är den första staden i det svenska rike som sakta började växa fram i skiftet mellan vikingatid och medeltid. Den anlades på sin nuvarande plats omkring 980. Från en rak gata 30 meter från stranden stakades åtta meter breda och 30 meter långa tomter ut. Från omkring 995 förekommer myntning i staden.
Det finns olika teorier om orsaken till Sigtunas uppkomst:
- En teori går ut på att Sigtuna anlades som handelsort eftersom det hade ett bättre försvarsläge än Birka.
- En annan att det var en önskan att hitta en ur fiskaliska synpunkter lämplig plats för riksenhetens förverkligande.[förtydliga]
- En tredje pekar mot en kristna missionens intresse att finna en motvikt mot hednatemplets i Gamla Uppsala dominerande inflytande.[10]
- En teori är att Sigtuna grundades på initiativ av Östergötland och Västergötland för att få en stödjepunkt i strävandena att ta kontroll över Mälarlandskapen.[11]
- Ytterligare teorier kring Sigtunas utveckling kan kopplas till Birkas försämrade kommunikationsläge. Detta härleds enligt Björn Ambrosiani till att bruket av allt större skepp omöjliggjorde dragandet av dessa över land vid Tälje (Södertälje). På grund av detta kan Sigtunas funktion som stad ses som ett ersättande av Birka.[12]

### Medeltida utveckling
För Sigtunas utveckling har två faktorer varit av stor betydelse, det kungliga myntverket och biskopsresidenset. Staden kan primärt ha anlagts som en maktpolitisk stödjepunkt och ett centrum för kyrka och mission. Handeln fick efterhand också betydelse. Myntningen, som började cirka 995 med engelska förebilder, vittnar om Sigtunas betydelse för handel. Under Olof Skötkonungs och hans efterträdare Anund Jakobs tid slogs under en 30-årsperiod ett par miljoner silvermynt. På 1000-talet var Sigtuna en internationellt känd ort med en rad namnkunniga utländska besökare. Staden nämns i flera västnordiska skaldedikter. 
Dagens Sigtuna är byggt på kulturlager från medeltiden, "den svarta jorden", som kan vara tre meter tjocka eller mer. Ett antal stora arkeologiska undersökningar har genomförs mellan 1988 och 2006 som inte bara gett en oerhörd mängd fynd utan också avslöjat hur den äldsta staden planerades och hur husen byggdes.
Det har visat sig att staden nästan från början anlades efter en regelbunden plan, med cirka 8 meter breda, långsmala tomter med kortsidan mot en huvudgata, i stort sett motsvarande dagens Stora gatan. Stora gatan drogs längs Mälarens dåvarande strandlinje, och är den äldsta bevarade i Sverige med ursprunglig sträckning. Tvärgränderna till den var från början långa bryggor.
Kungsgårdstomten låg mitt i staden, och här byggdes vid 1000-talets slut den första stenkyrkan i Mälarområdet. Omkring 1060 grundades i Sigtuna Svealands första biskopssäte med Adalvard d.y.. Ovannämnda stenkyrka var biskopens kyrka, den första domkyrkan. Den revs under högmedeltiden men rester av murarna finns bevarade under mark. På denna tomt ligger numera Sigtuna museum. Om stadens dåtida betydelse vittnar Adam av Bremen, som omkring 1070 kallar Sigtuna civitas magna. År 1130 flyttades biskopssätet till Gamla Uppsala.
Under den tidiga medeltiden byggdes inte mindre än sex eller sju andra stenkyrkor med omgivande kyrkogårdar. Alla utom domkyrkan lades längs en nyanlagd gata utanför det gamla bebyggelseområdet. Av dessa kyrkor står S:t Per, S:t Lars och S:t Olof kvar som ruiner, av de övriga syns inget ovan mark. Gustav Vasa lät använda stenarna från ruinerna som byggnadsmaterial till Svartsjö slott. Johan III befallde sedermera att ruinerna skulle bevaras.

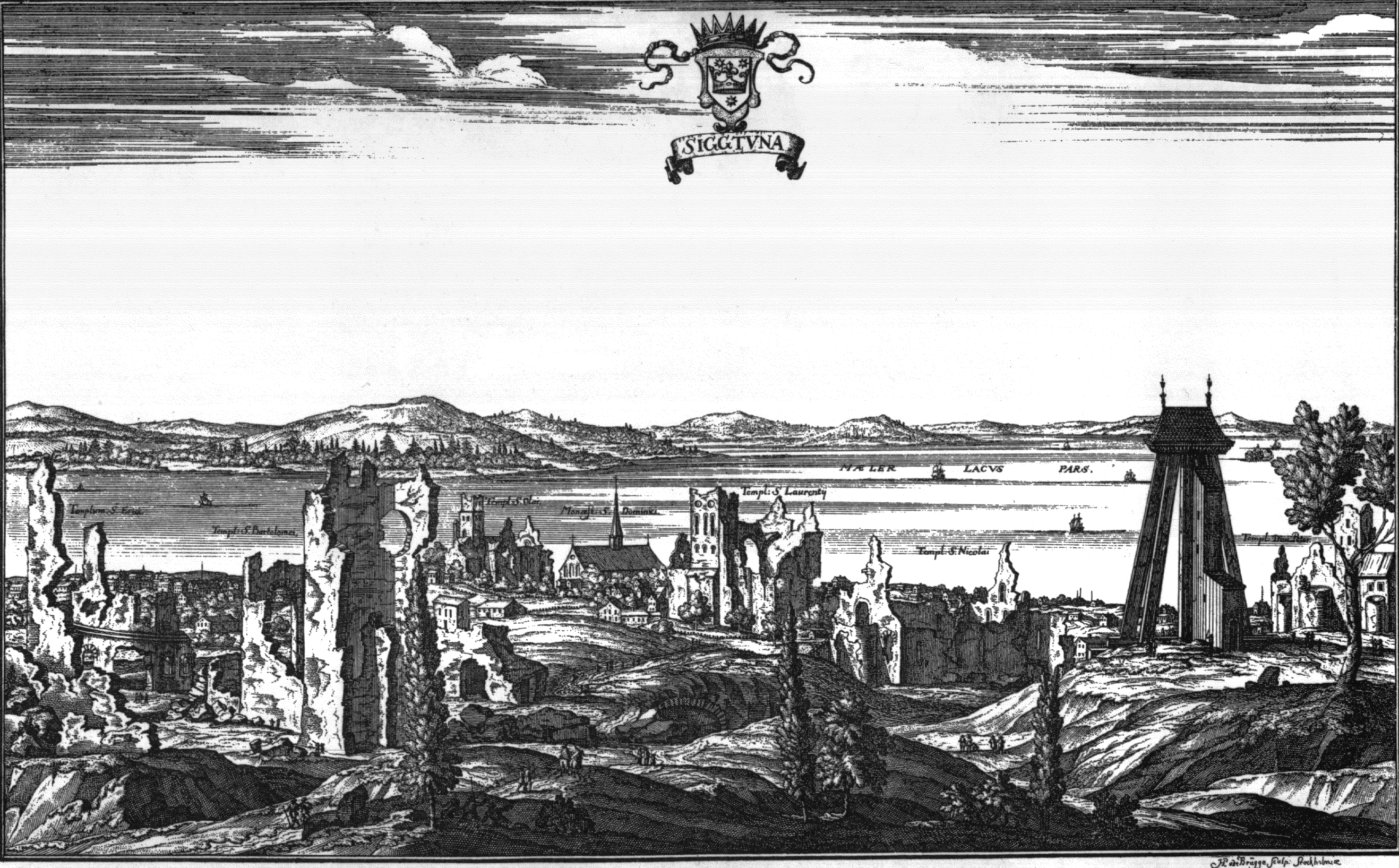
Sigtuna omkring år 1700. Bilden anses fantasifull. Ur Suecia antiqua et hodierna.

Sigtuna brändes i ett anfall 1187. Vem som låg bakom attacken är oklart, de historiska källorna benämner enbart ”paganer från öst”. Karelare från furstendömet Novgorod har utpekats i Erikskrönikan (1320) som angripare.
Denna händelse betydde emellertid inte alls slutet för Sigtuna. Cirka 50 år senare upplevde Sigtuna en renässans. Ett tecken på stadens fortsatta betydelse är att dominikanerna etablerade ett konvent 1237 till jungfru Marias ära. Dominikanernas storslagna tegelkyrka, Sankta Maria kyrka, är bevarad och i dag Sigtunas församlingskyrka. Det är Sveriges äldsta tegelkyrka och den enda bevarade dominikanerkyrkan. Klosterbyggnaderna revs emellertid efter reformationen på 1500-talet.

### Nedgång och senare tid
Sigtuna konkurrerades mot slutet av 1200-talet ut av nygrundade städer som Uppsala och Stockholm. I samband med att Gustav Vasa upplöste klostret under reformationen och lade beslag på dess egendomar, började Sigtunas nedgångsperiod på allvar. Tre stadsbränder 1648-1666 fullbordade nedgången och Sigtuna blev en obetydlig by. År 1700 var dess folkmängd 108 personer, mestadels bönder och fiskare. Sigtuna förde en allt mer tynande tillvaro, även om den hade ett uppsving på 1700-talet. År 1744 stod stadens rådhus färdigt, kallat Sveriges minsta. Fortfarande 1800 med 380 invånare kunde Sigtuna betecknas som "den sovande staden", till vilken enligt Vitalis (Erik Sjöberg) ingen landsväg ledde. Ofta mycket gamla städer kom att vegetera som charmfulla, slumrande idyller, ganska oberörda av förändringarna på det ekonomiska och tekniska området. De har grundats under helt andra förutsättningar än vad som gällde under 1800-talet. Sigtuna kom till liv igen först när Sigtunastiftelsen grundades 1915 .
På 1900-talet vände trenden i huvudsak på grund av inrättningar som Sigtunastiftelsen, Sigtuna folkhögskola och internatskolan Sigtunaskolan Humanistiska Läroverket. Genom att bilismen gjorde bekväm arbetspendling till hela norra Storstockholm, Arlanda och Uppsala möjlig har Sigtuna allteftersom blivit en attraktiv bostadsort.

### Administrativa tillhörigheter
Sigtuna stad  ombildades vid kommunreformen 1862 till en stadskommun. Stadskommunen utökades 1948 och uppgick 1971 i Sigtuna kommun.
I kyrkligt hänseende har orten alltid hört till Sigtuna församling.
Orten ingick till 1948 i domkretsen för Sigtuna rådhusrätt och därefter till 1971 ingå i Stockholms läns västra domsagas tingslag. Från 1971 till 1977 ingick orten i Stockholms läns västra domsaga, från 1977 till 2007 i Sollentuna domsaga och Sigtuna ingår sedan 2007 i Attunda domsaga.

### Befolkningsutveckling
|         | 1800 | 1850 | 1900 | 1950  |
| ------- | ---- | ---- | ---- | ----- |
| Sigtuna | 452  | 426  | 568  | 2 307 |

| Befolkningsutvecklingen i Sigtuna 1960–2020 | Befolkningsutvecklingen i Sigtuna 1960–2020 | Befolkningsutvecklingen i Sigtuna 1960–2020 | Befolkningsutvecklingen i Sigtuna 1960–2020 | Befolkningsutvecklingen i Sigtuna 1960–2020 |
| ------------------------------------------- | ------------------------------------------- | ------------------------------------------- | ------------------------------------------- | ------------------------------------------- |
|                                             |                                             |                                             |                                             |                                             |
| År                                          |                                             |                                             | Folkmängd                                   | Areal (ha)                                  |
| 1960                                        | 1960                                        |                                             | 2 580                                       |                                             |
| 1965                                        | 1965                                        |                                             | 3 234                                       |                                             |
| 1970                                        | 1970                                        |                                             | 4 214                                       |                                             |
| 1975                                        | 1975                                        |                                             | 4 780                                       |                                             |
| 1980                                        | 1980                                        |                                             | 4 599                                       |                                             |
| 1990                                        | 1990                                        |                                             | 4 918                                       | 329                                         |
| 1995                                        | 1995                                        |                                             | 5 605                                       | 342                                         |
| 2000                                        | 2000                                        |                                             | 6 050                                       | 344                                         |
| 2005                                        | 2005                                        |                                             | 7 204                                       | 395                                         |
| 2010                                        | 2010                                        |                                             | 8 444                                       | 457                                         |
| 2015                                        | 2015                                        |                                             | 9 074                                       | 532                                         |
| 2020                                        | 2020                                        |                                             | 9 689                                       | 561                                         |
|                                             |                                             |                                             |                                             |                                             |

## Stadsbild

### Kyrkobyggnader
- Mariakyrkan byggdes som klosterkyrka och var färdig omkring 1250. I församlingen ingår även Haga kyrka samt Olov Hartmans studiokyrka.
- S:t Olofs kyrkoruin ligger på kyrkogården väster om Mariakyrkan. Kyrkoruinen är så välbevarad att den kan upplevas. S:t Olof anses rest omkring 1100-talets mitt. I första omgången omkring år 1100 byggdes centraltorn, kor och tvärskepp. I ett senare skede tillkom långhuset som dock byggdes med reducerad längd. Under S:t Olof har arkeologer funnit spår av en äldre stenkyrka. Arkeologiska undersökningar visade att kyrkan ursprungligen planerats med ett långhus, som skulle bli lika stort som koret.

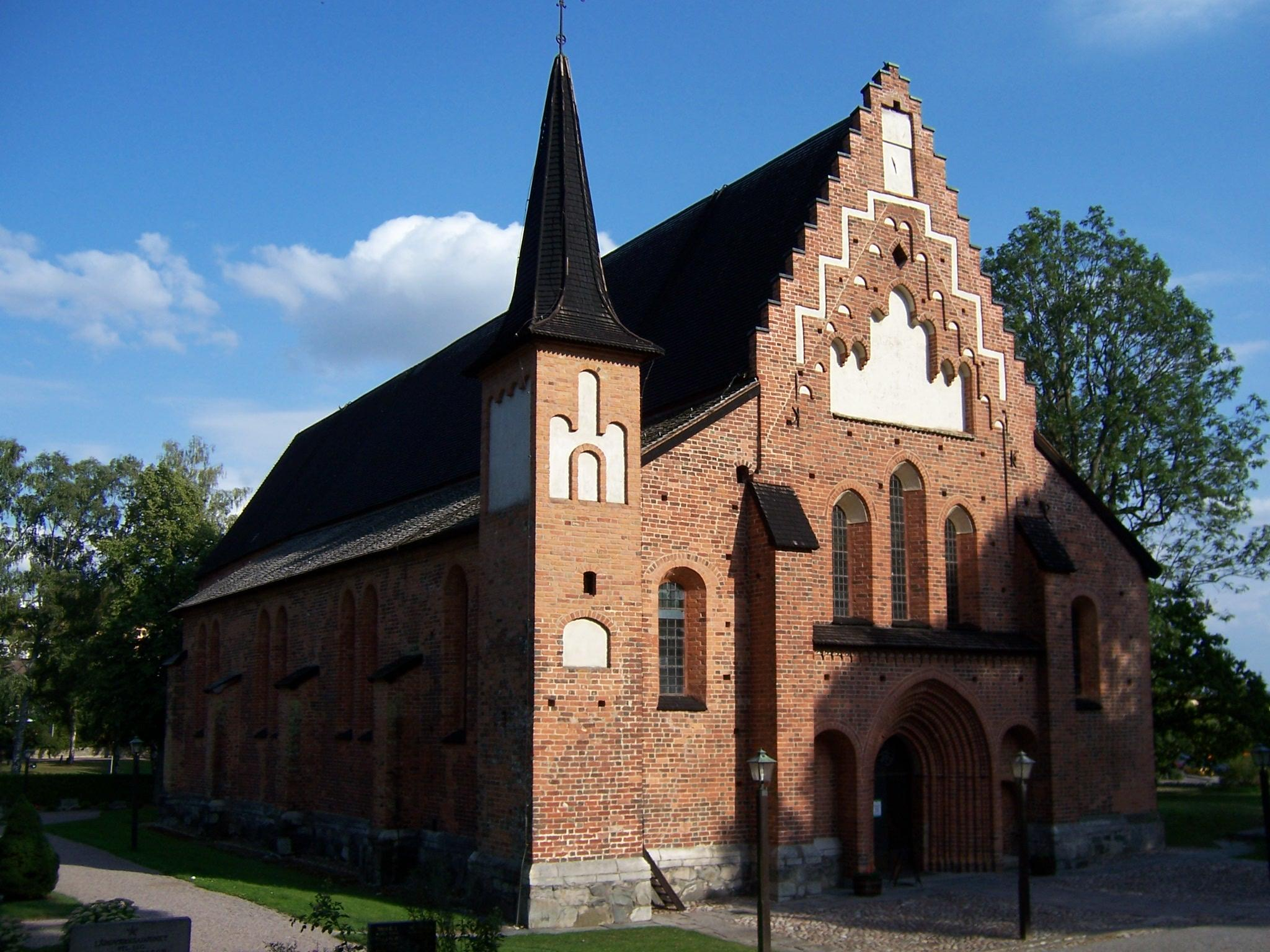
Mariakyrkan från 1200-talet är Mälardalens äldsta tegelbyggnad.

- S:t Pers kyrkoruin ligger väster om den medeltida stadskärnan invid prästgården. S:t Pers kyrka anses av många vara ärkestiftets domkyrka före flyttningen till Gamla Uppsala 1190. Troligen har kyrkan uppförts i två etapper under 1100-talet. Östra delen med kor, mittorn och mittskepp uppfördes under början av 1100-talet, medan långhus och västtorn tillkom senare.
- S:t Lars kyrkoruin ligger längs Prästgatan. Numera finns bara det raserade kyrktornet kvar, så det är den kyrkoruin i Sigtuna som det finns minst rester av. Kyrkan uppfördes i samband med kristnandet på 1100-talet. I söder fanns ett vapenhus. Kyrkan var i bruk fram till reformationen. Efter en reparation 1586 nyttjades kyrkobyggnaden som skola. Kyrkan eldhärjades 1658 och blev därmed en ruin. Väster om S:t Lars kyrkoruin, ovanför Prästgatan, står en klockstapel.
- Olov Hartmans studiokyrka är, som framgår av namnet, en så kallad studiokyrka från 1966. Den är den första i en rad byggnader med samma grundplan och idé. Arkitekten är Rolf Bergh, som utformade den tillsammans med Sigtunastiftelsens Olov Hartman, en typ av flyttbar/monteringsbar så kallad vandringskyrka. Studiokyrkan skulle både kunna flyttas, och enkelt möbleras om invändigt för att användas av olika liturgier, därav namnet. De formade ett kyrkorum, där människorna samlas runt altarfunktionen och har ögonkontakt med varandra. Kyrkan erinrar till sin form om ett tält, vilket enligt arkitekten bidrar till en friare och mer otvungen gemenskap bland gudstjänstdeltagarna.[20]
- Sigtunastiftelsens kyrka invigdes 1977, arkitekten var Rolf Bergh. Byggnaden är utformad långt ifrån den traditionella liturgin, där alla funktioner i koret är avskilda från församlingen. Själva kyrkorummet är delvis insprängt i berget och även de anslutande gemenskapsutrymmena. Klippan tränger in i det cirkelrunda rummet, som har väggar till hälften av sten och till hälften av betong som vilar på berget. Något långhus finns inte, koret är kyrkan.[20]

### Områden
- Pilsbo
- "Sta'n"
- Hällsbo
- Prästgårdsängarna
- Tvillingbackarna
- Sjudargården
- Munkholmen
- Til
- Brännbo
- Aludden
- Harberget
- Björkbacka Strand
- Malmen

## Bildgalleri

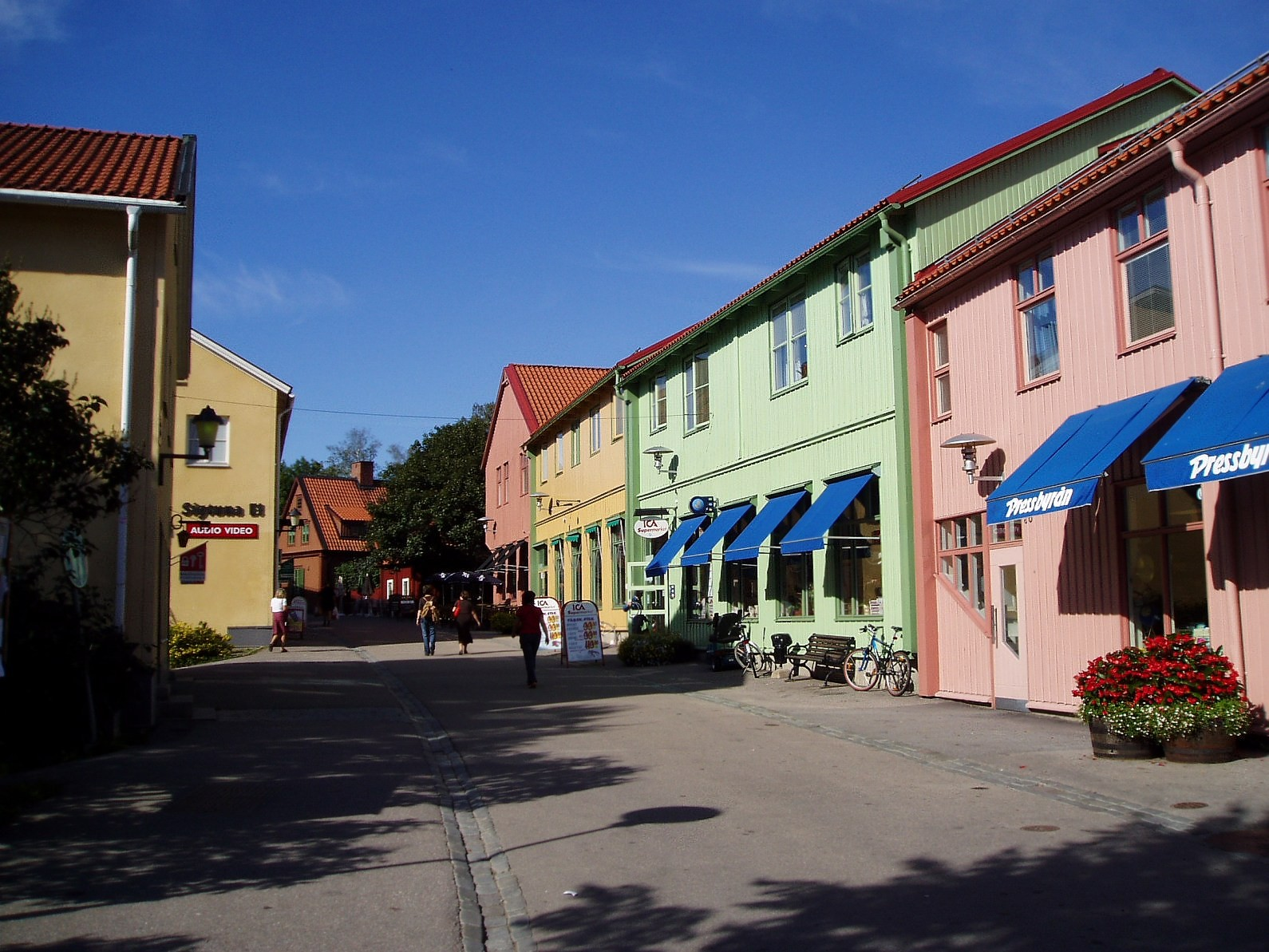
Stora gatan har samma sträckning som för tusen år sedan. Arkeologer intresserar sig för det äldsta Sigtuna och man har funnit rikligt med fynd.
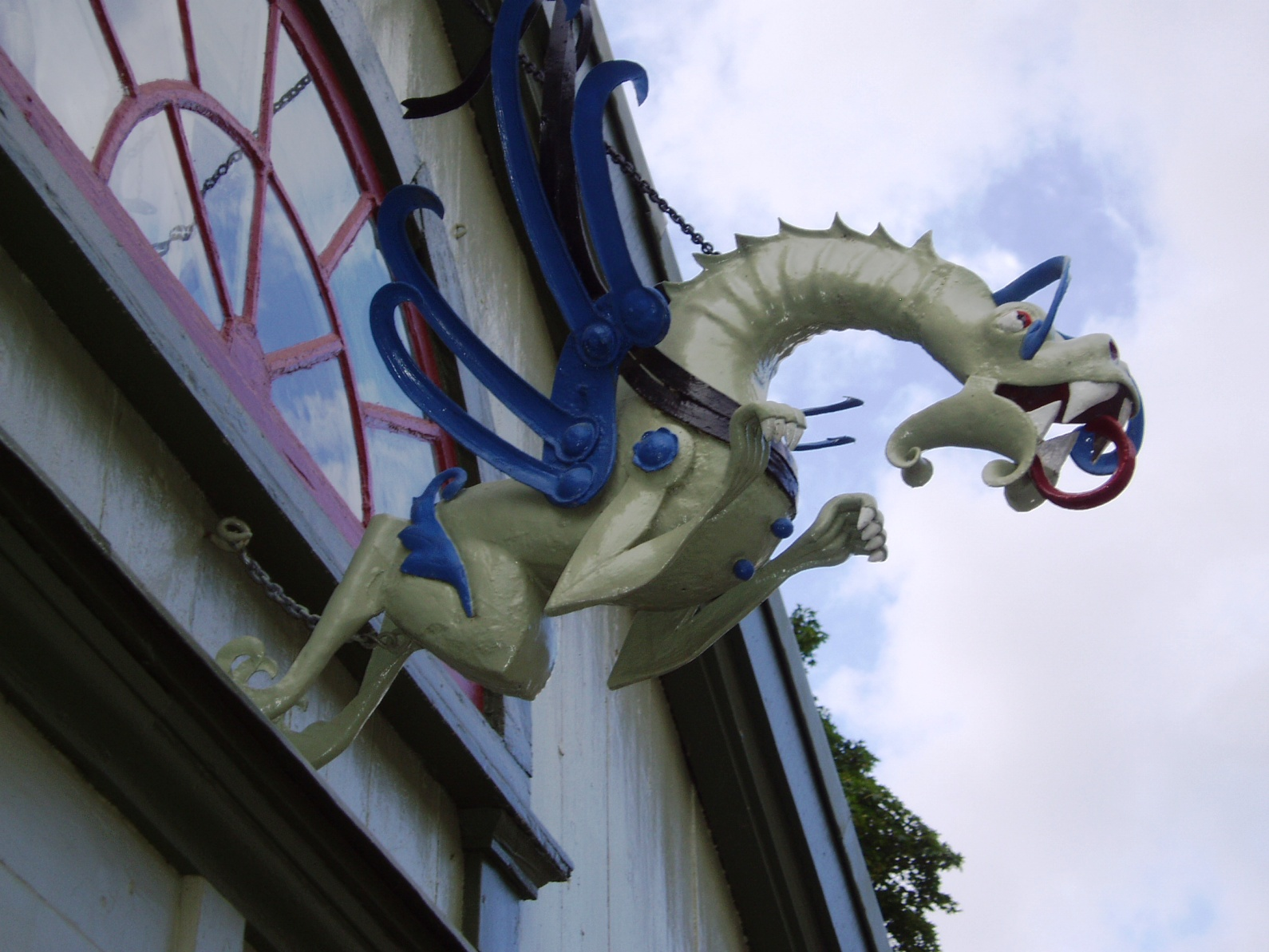
Draken vid Drakegården.
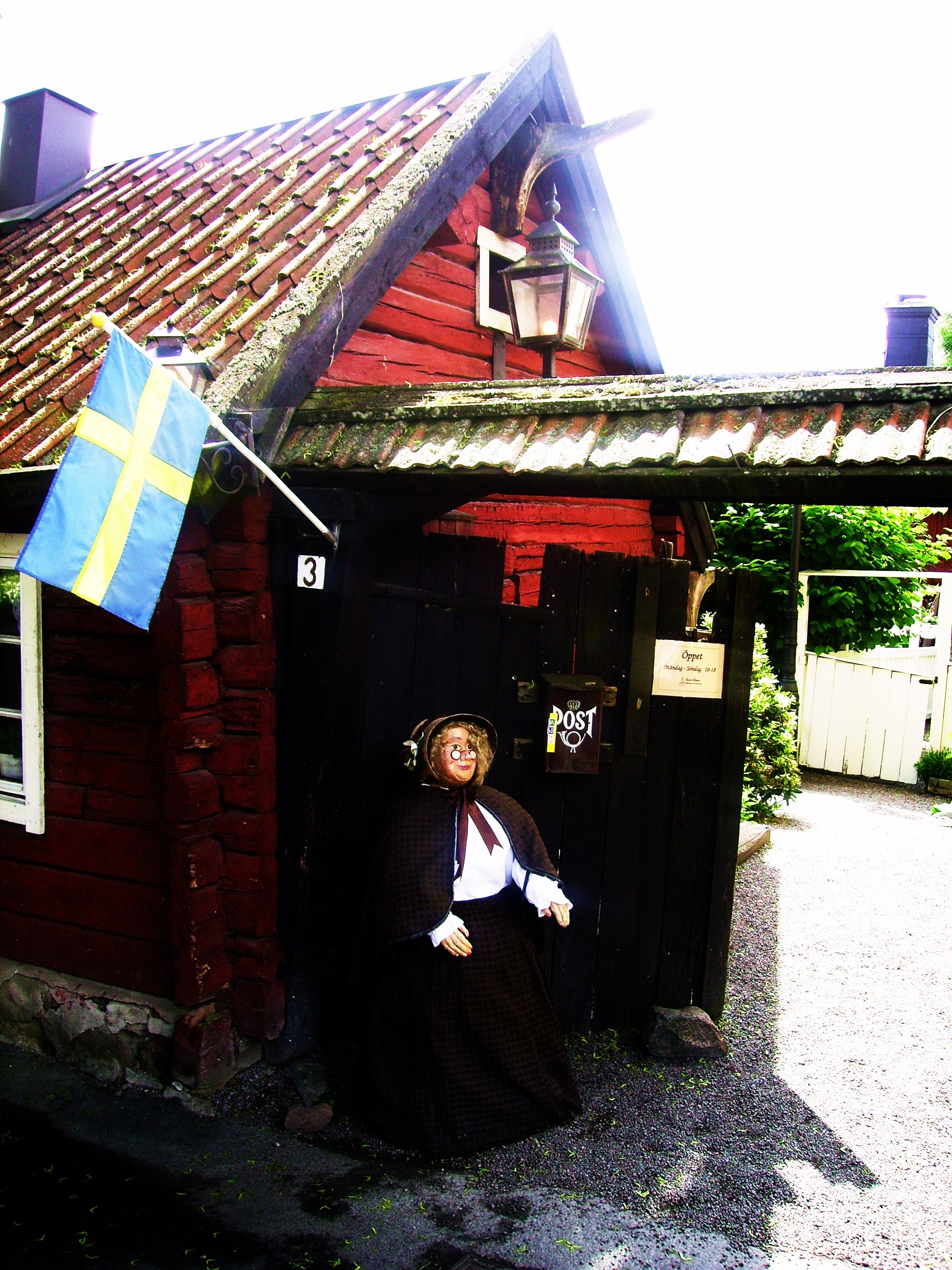
Tant Bruns kaffestuga är ett anrikt café i Sigtunas äldsta trähus från 1600-talet. Den ligger i hörnet av Stora gatan och Laurentii gränd och består av flera hus kring en gård.
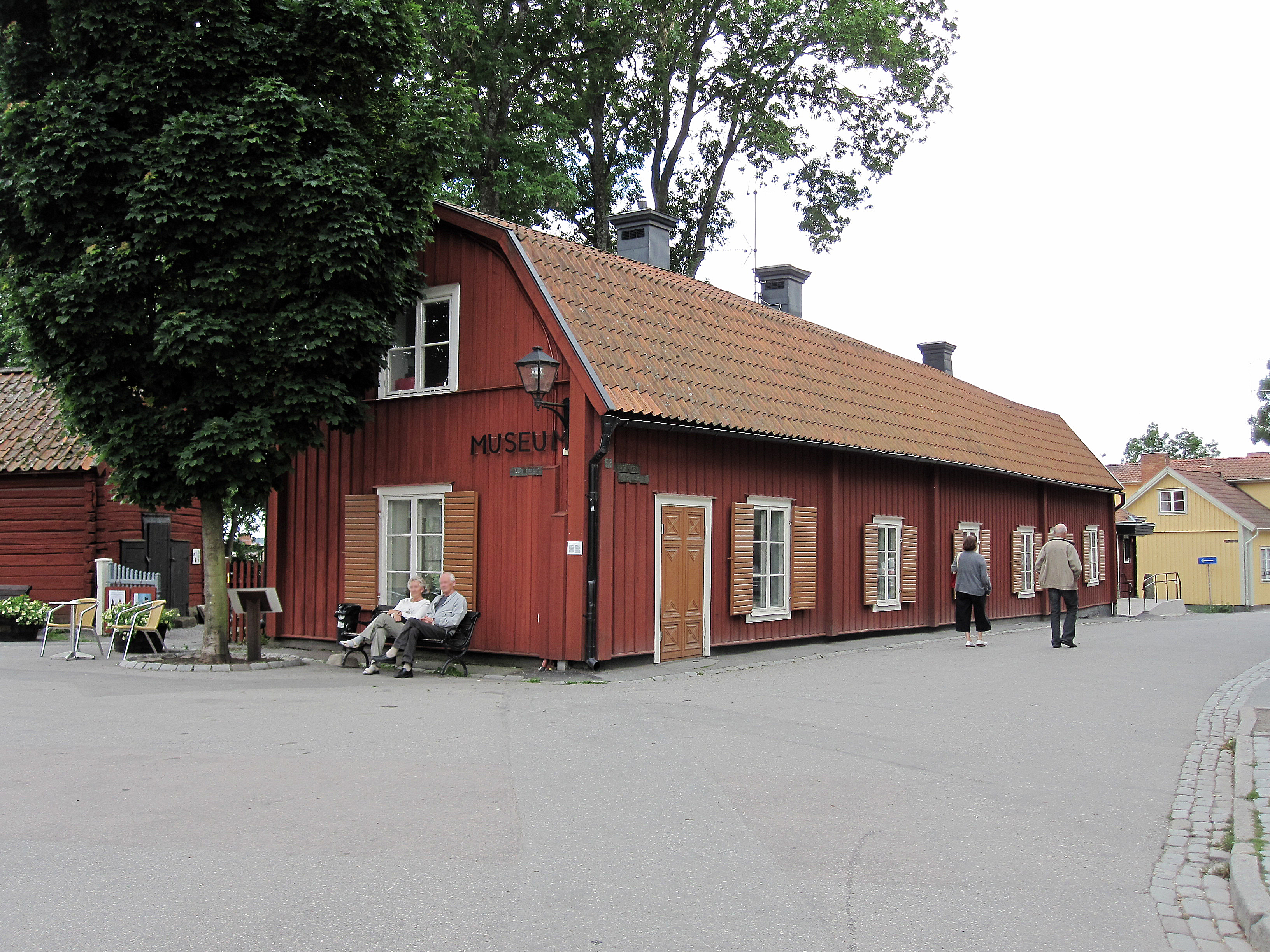
Sigtuna museum ligger i centrala Sigtuna på den tomt där den första kungsgården byggdes vid slutet på 900-talet.
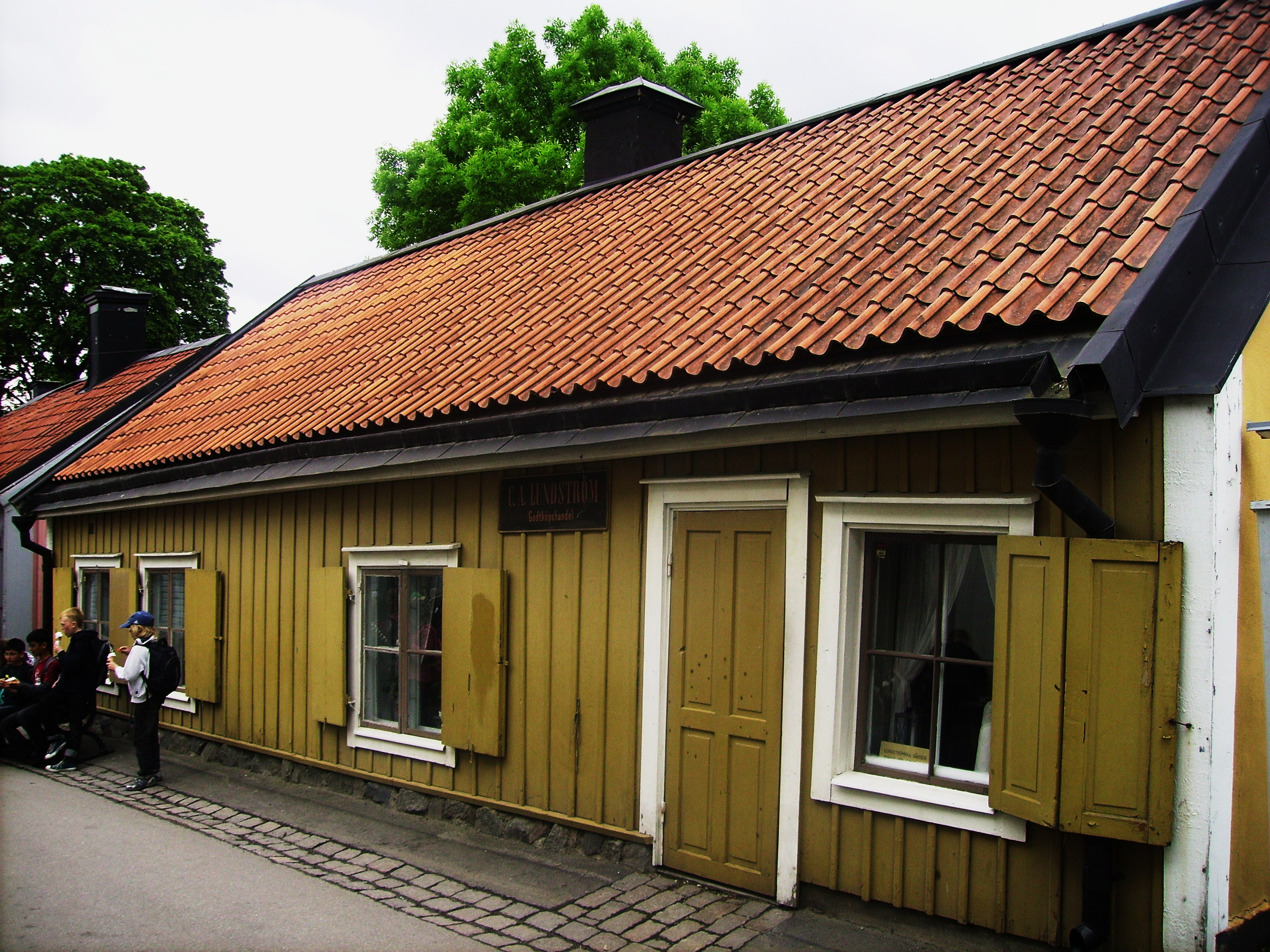
Lundströmska gården är ett välbevarat borgarhem från sekelskiftet 1900 på Stora gatan. Lundströmska butiken är en handelsbod med 1800-talsatmosfär, den är nu en del av Sigtuna museums verksamhetsområde.
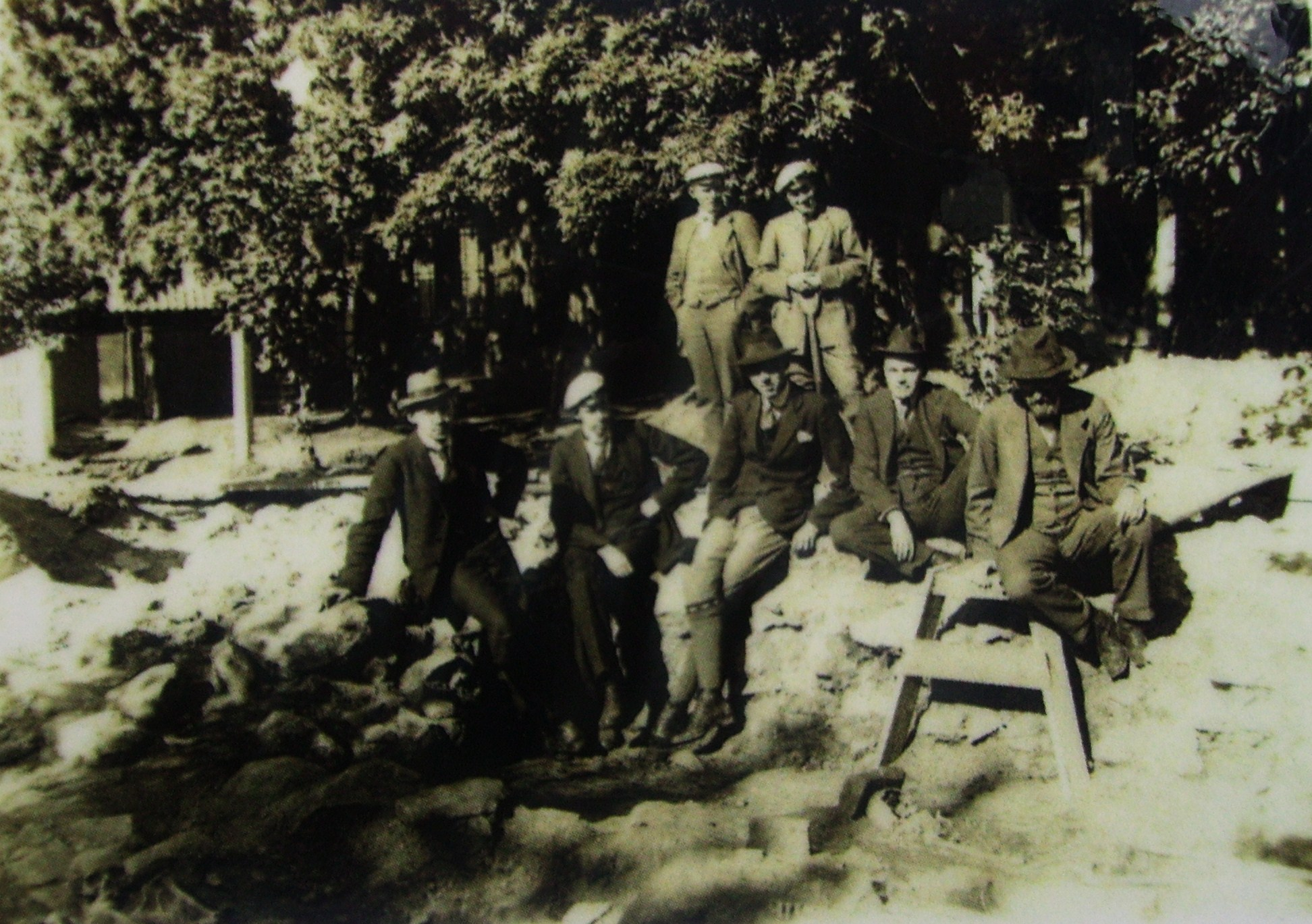
Utgrävningar i Sigtuna 1915.
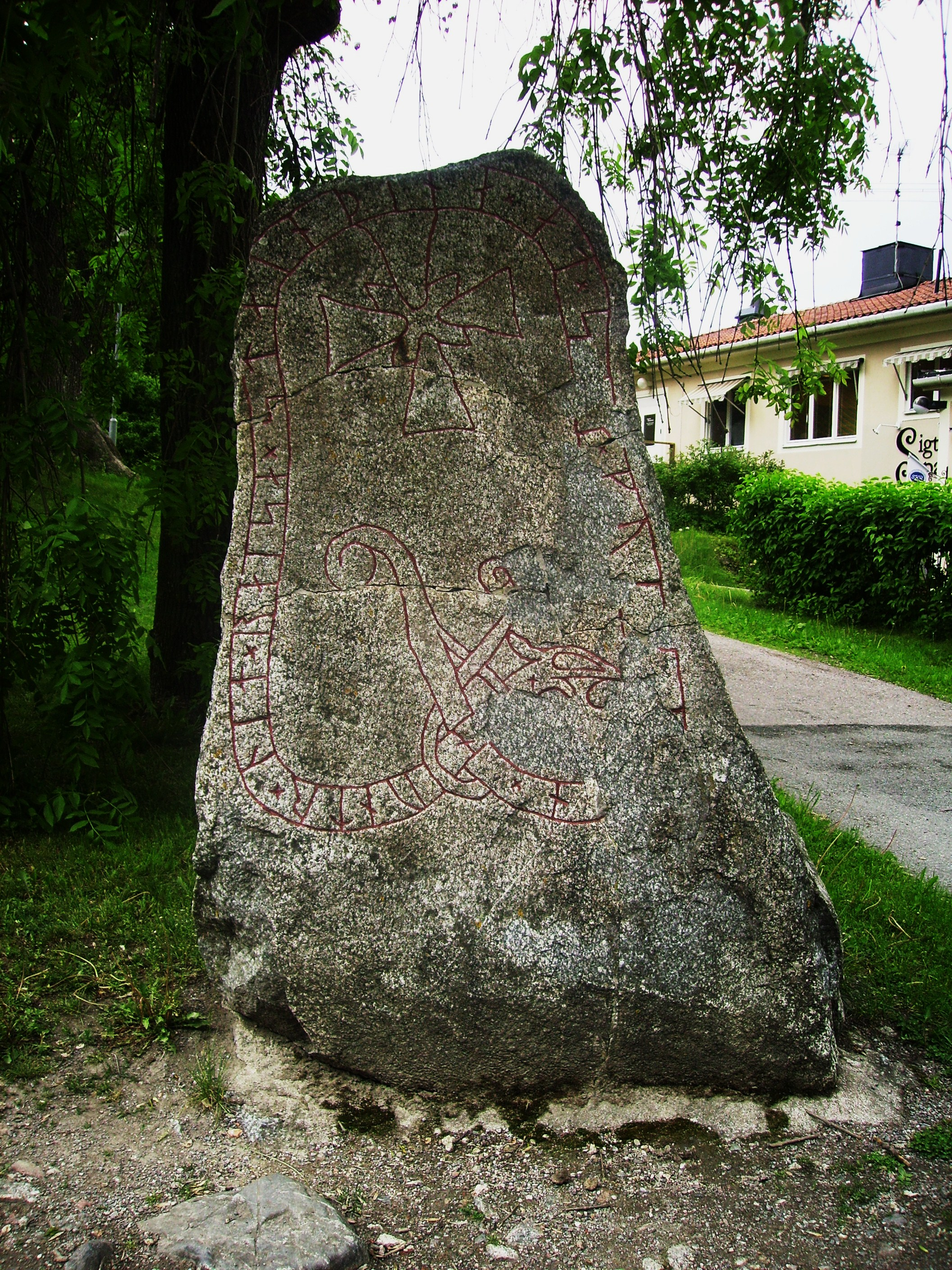
Runsten i Sigtuna, Upplands runinskrifter Fv1958;250, Lista över fasta fornminnen i Sigtuna kommun (Sigtuna).
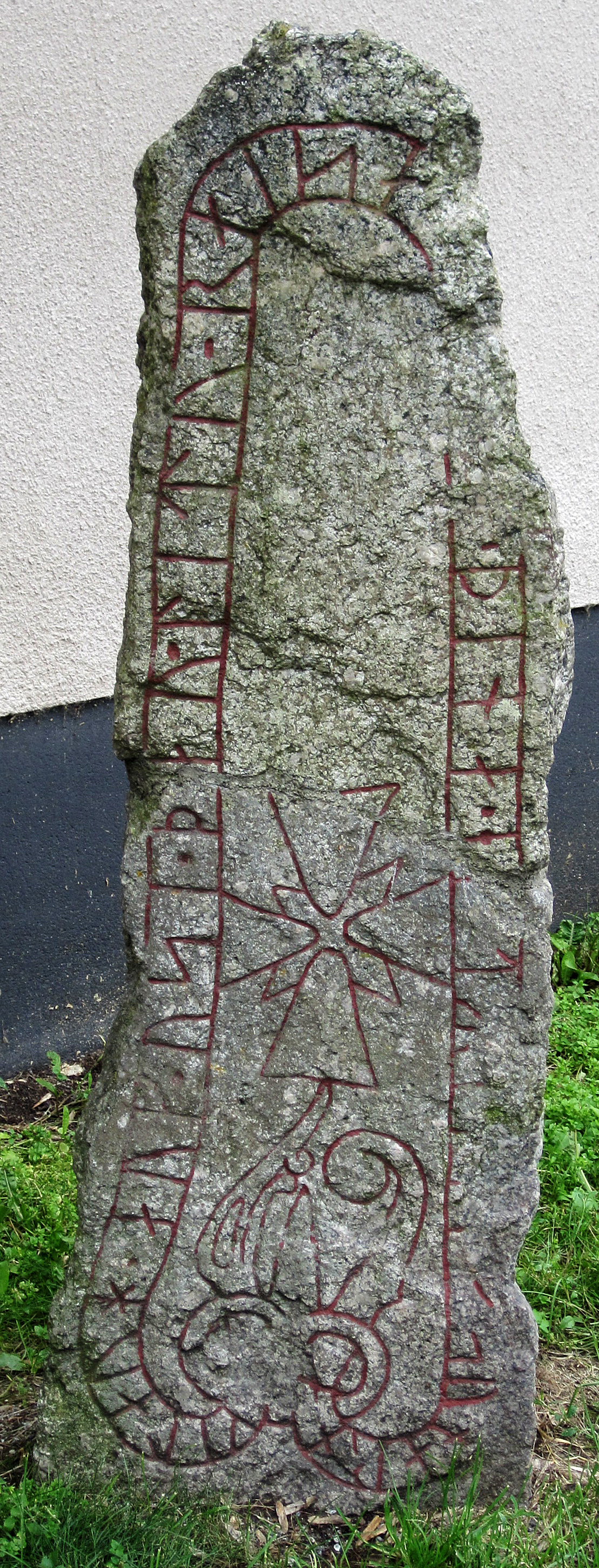
Upplands runinskrifter 389, nu placerad längs Stora gatan i Sigtuna. Runstenen påträffades inmurad i en källare nära Sankt Lars kyrkoruin.
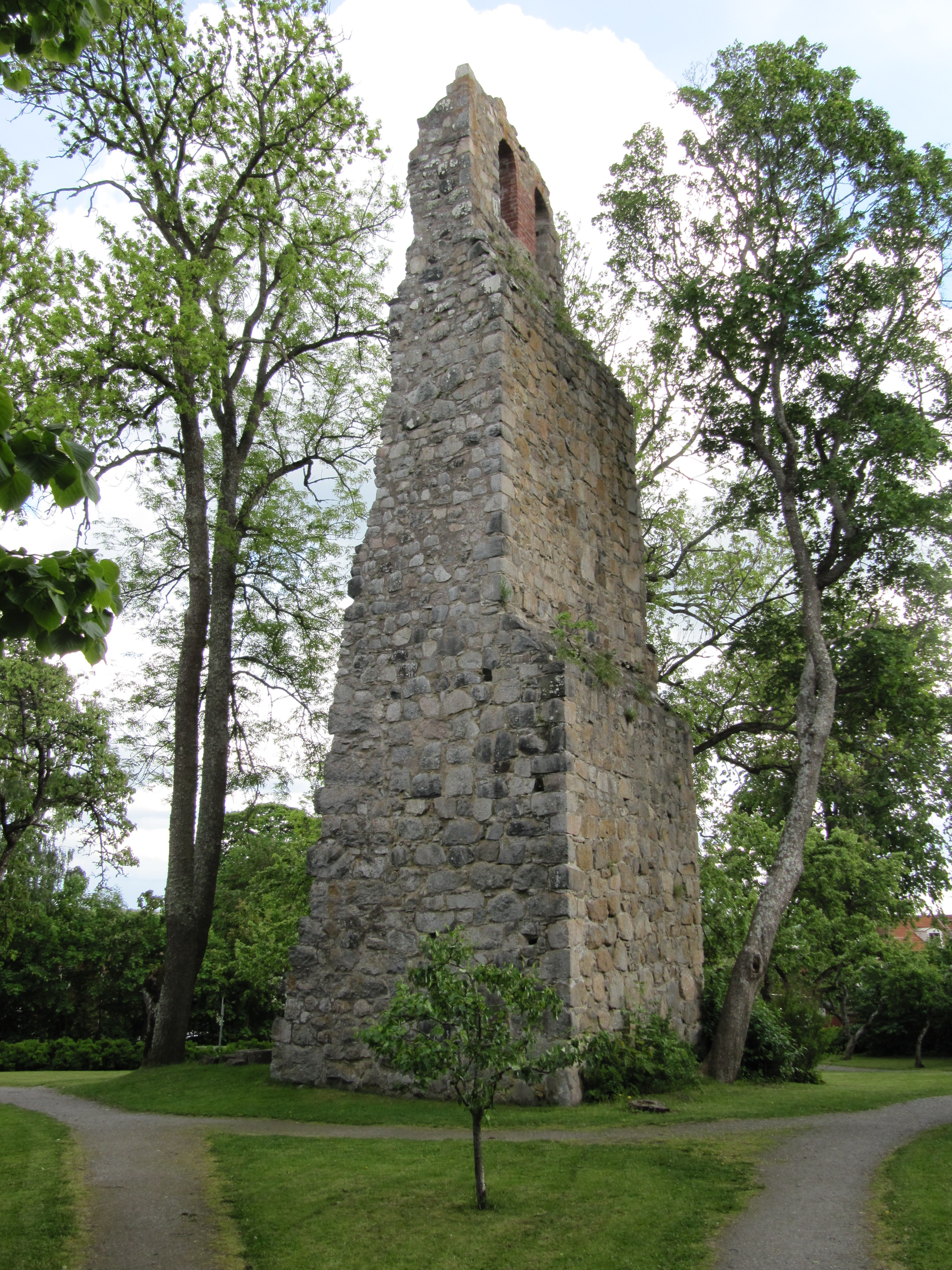
Sankt Lars kyrkoruin i Sigtuna ligger längs Prästgatan. Sankt Lars kyrkoruin är den ruin i Sigtuna som det finns minst rester av. Kyrkan uppfördes i samband med kristnandet på 1100-talet.
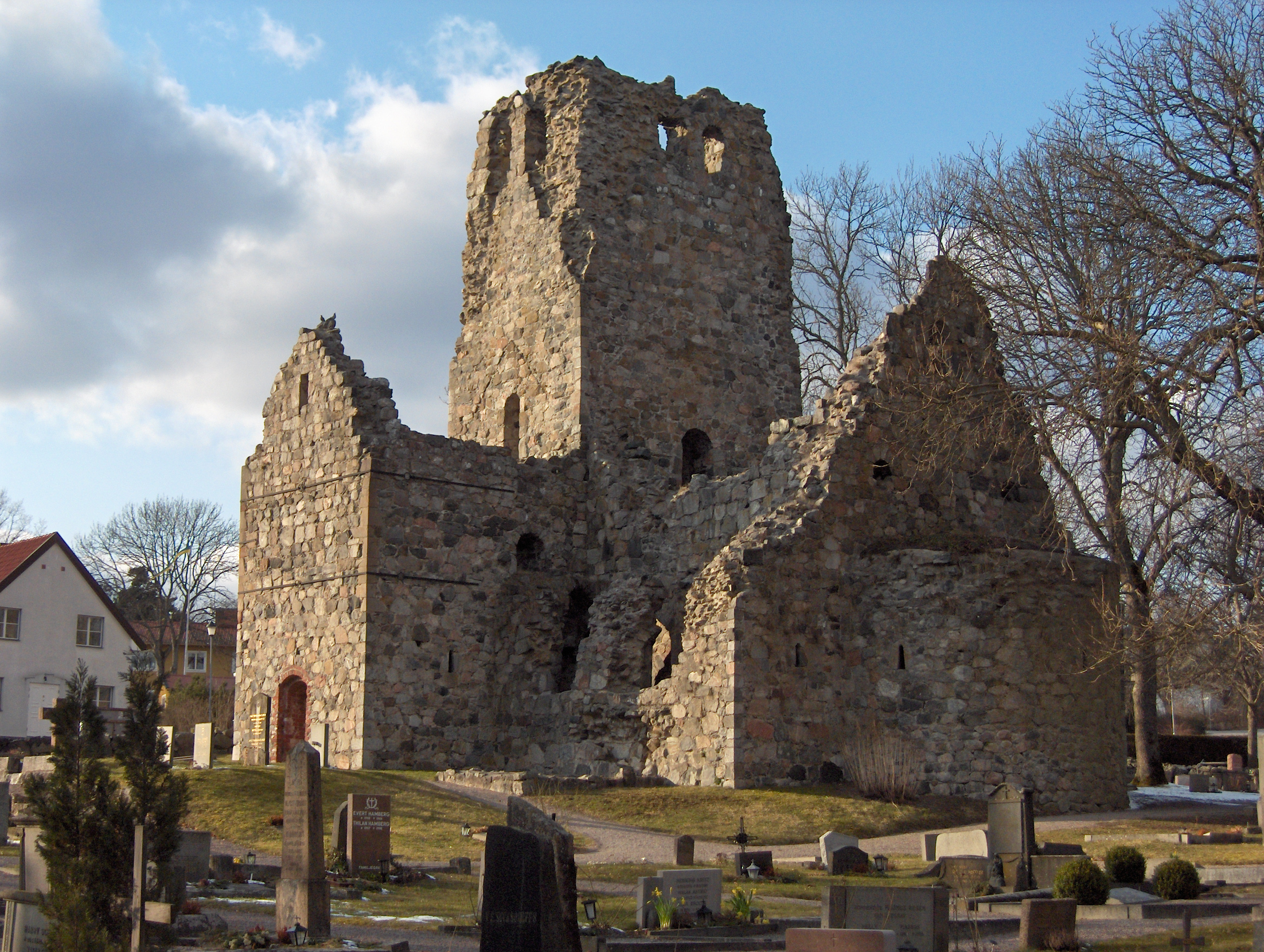
Sankt Olofs kyrkoruin är förhållandevis välbevarad. Sankt Olof har varit knuten till kulten kring den norska helgonkungen Sankt Olof, Olav den helige (Olav Haraldsson), som flera gånger i början på 1000-talet färdades genom Sigtuna.
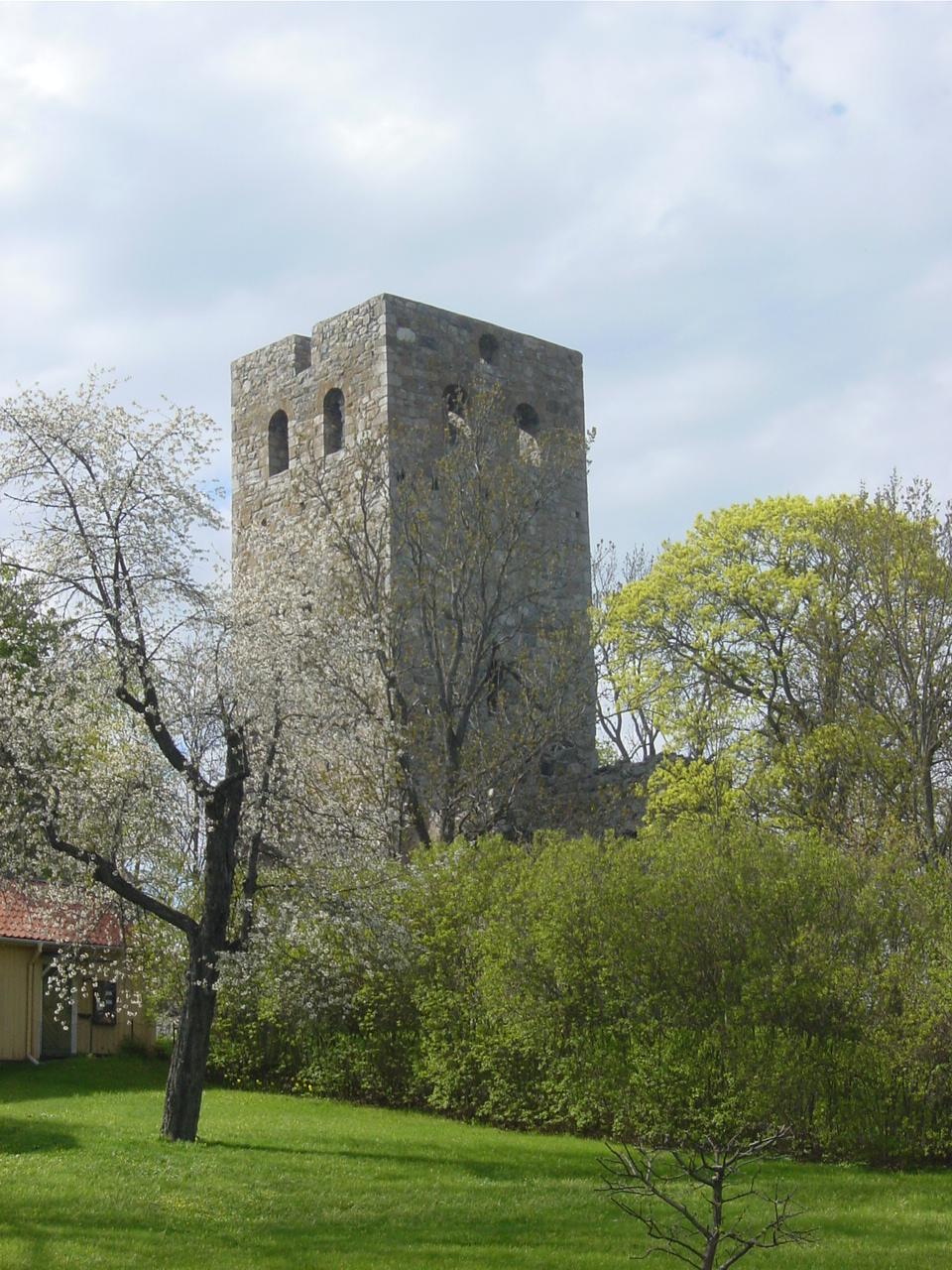
Sankt Pers kyrkoruin ligger väster om den medeltida stadskärnan. Sankt Pers kyrka anses ha varit ärkestiftets domkyrka före flytten till Gamla Uppsala år 1190.
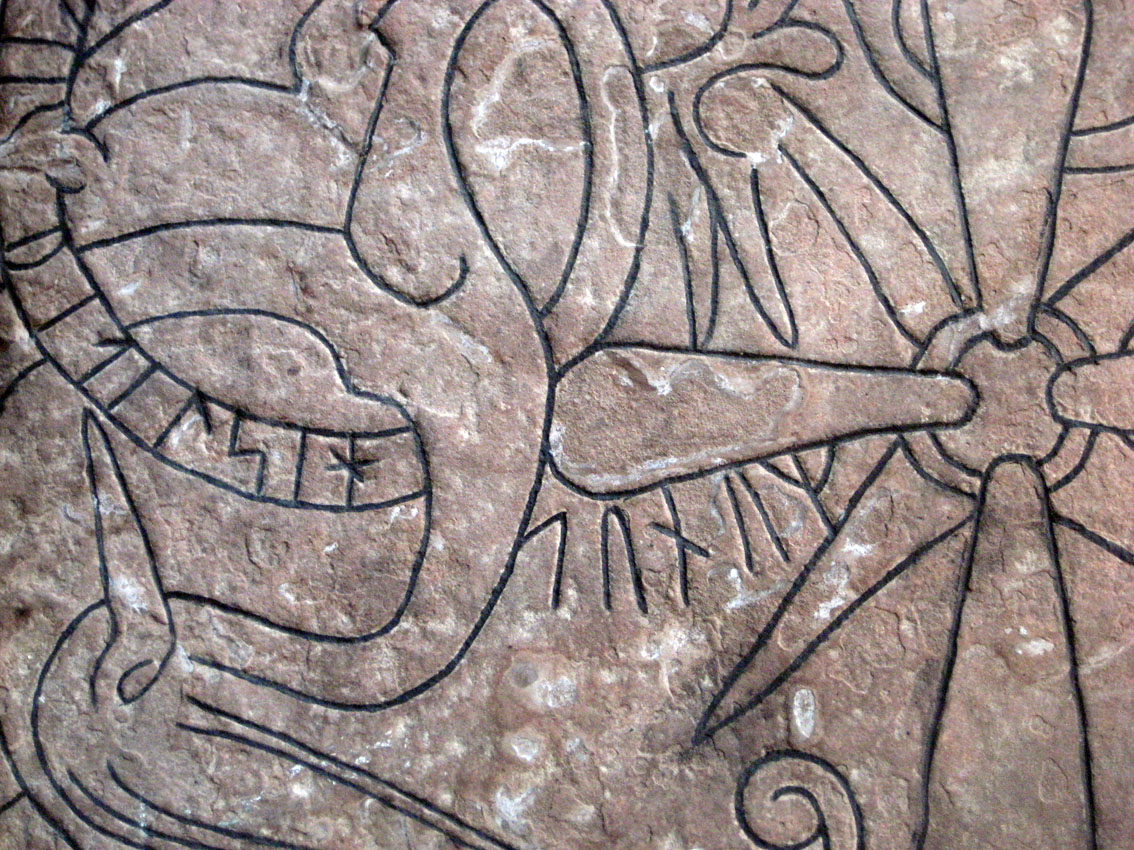
Sigtuna nämns på denna runsten, som nu är utställd i Sigtuna museum. Omkring 1100.
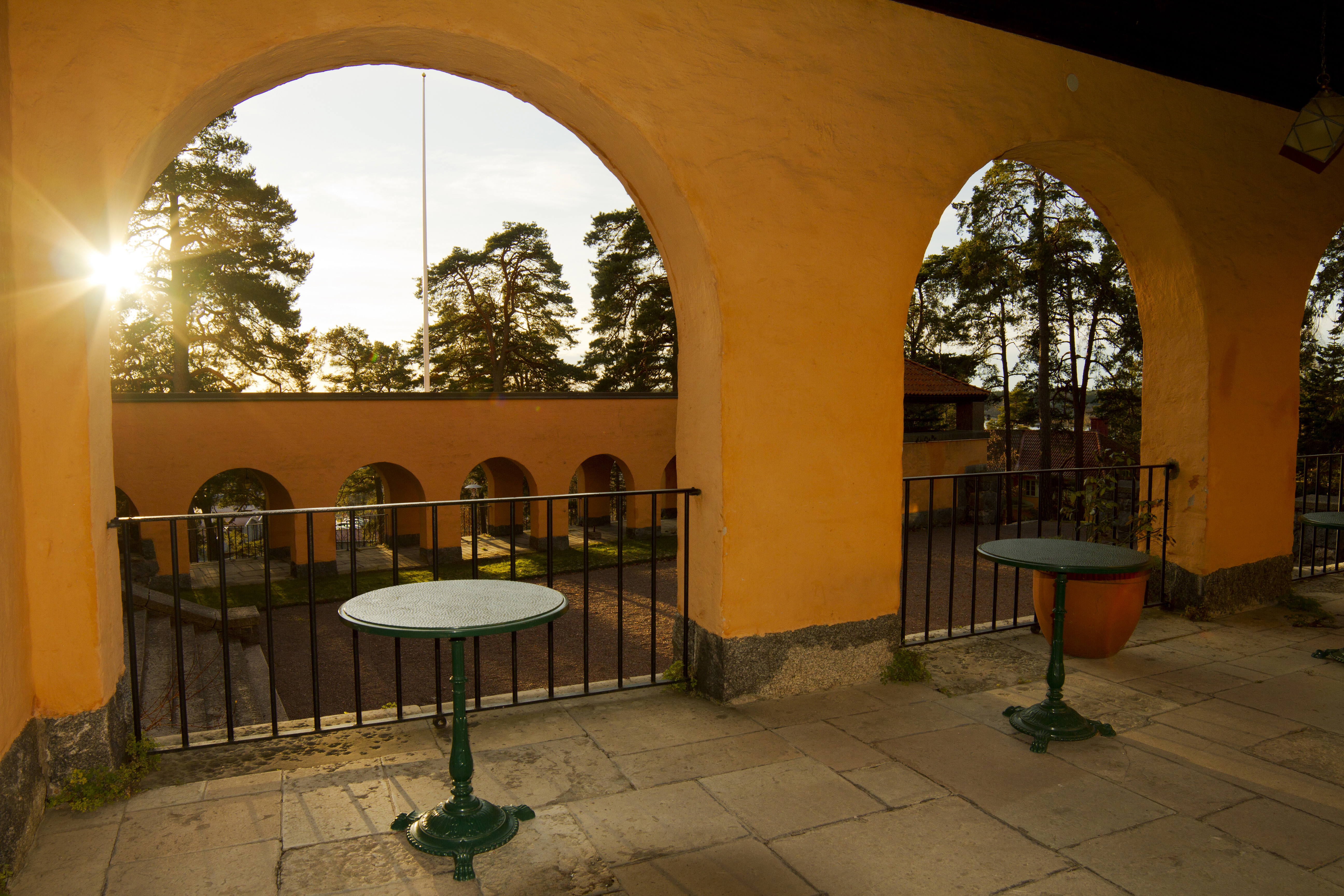
Sigtunastiftelsen i Sigtuna bedriver hotell och konferensverksamhet.
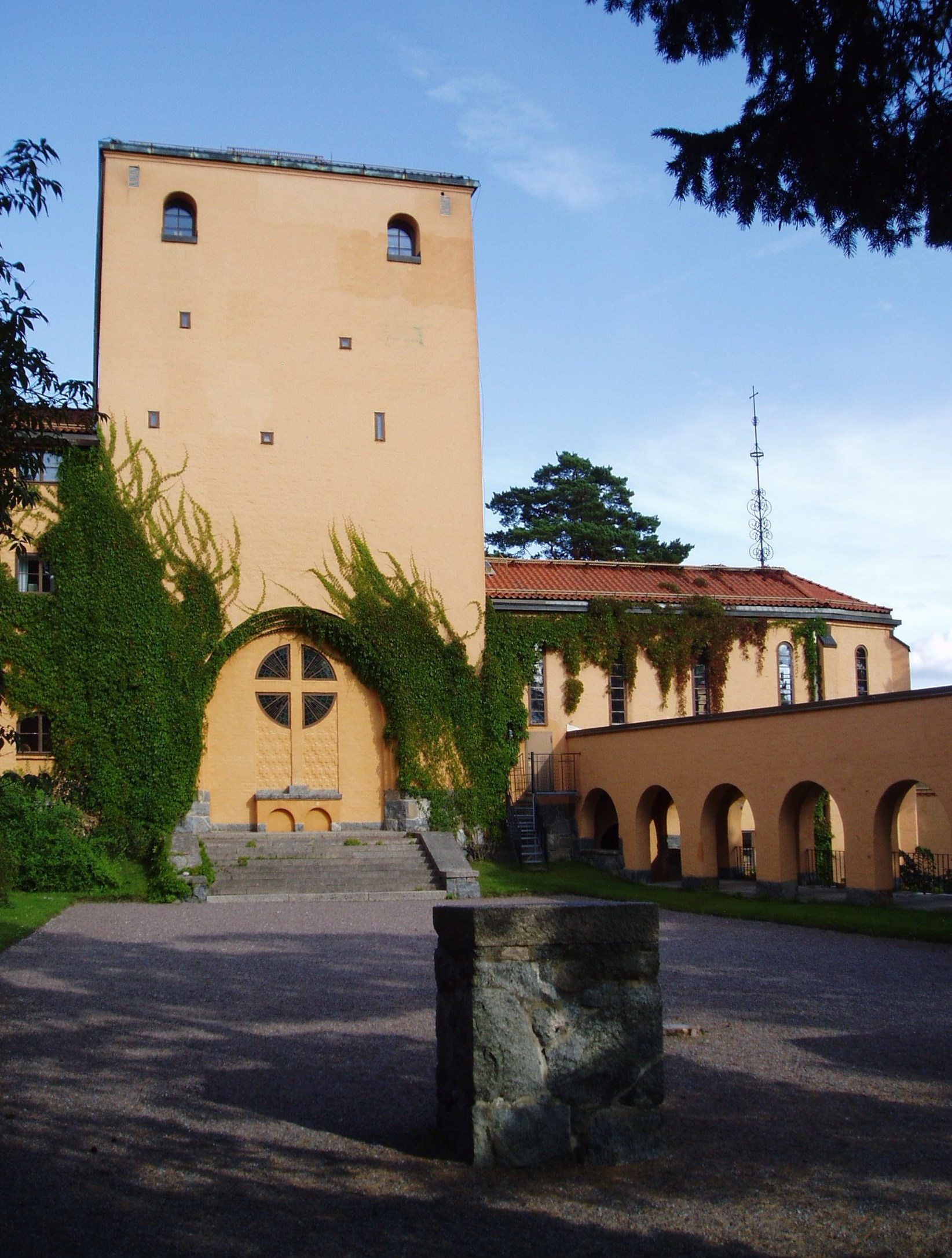
Sigtunastiftelsens kyrka, kapellet (1977). Arkitekt Rolf Bergh tillsammans med Sigtunastiftelsens Olov Hartman.
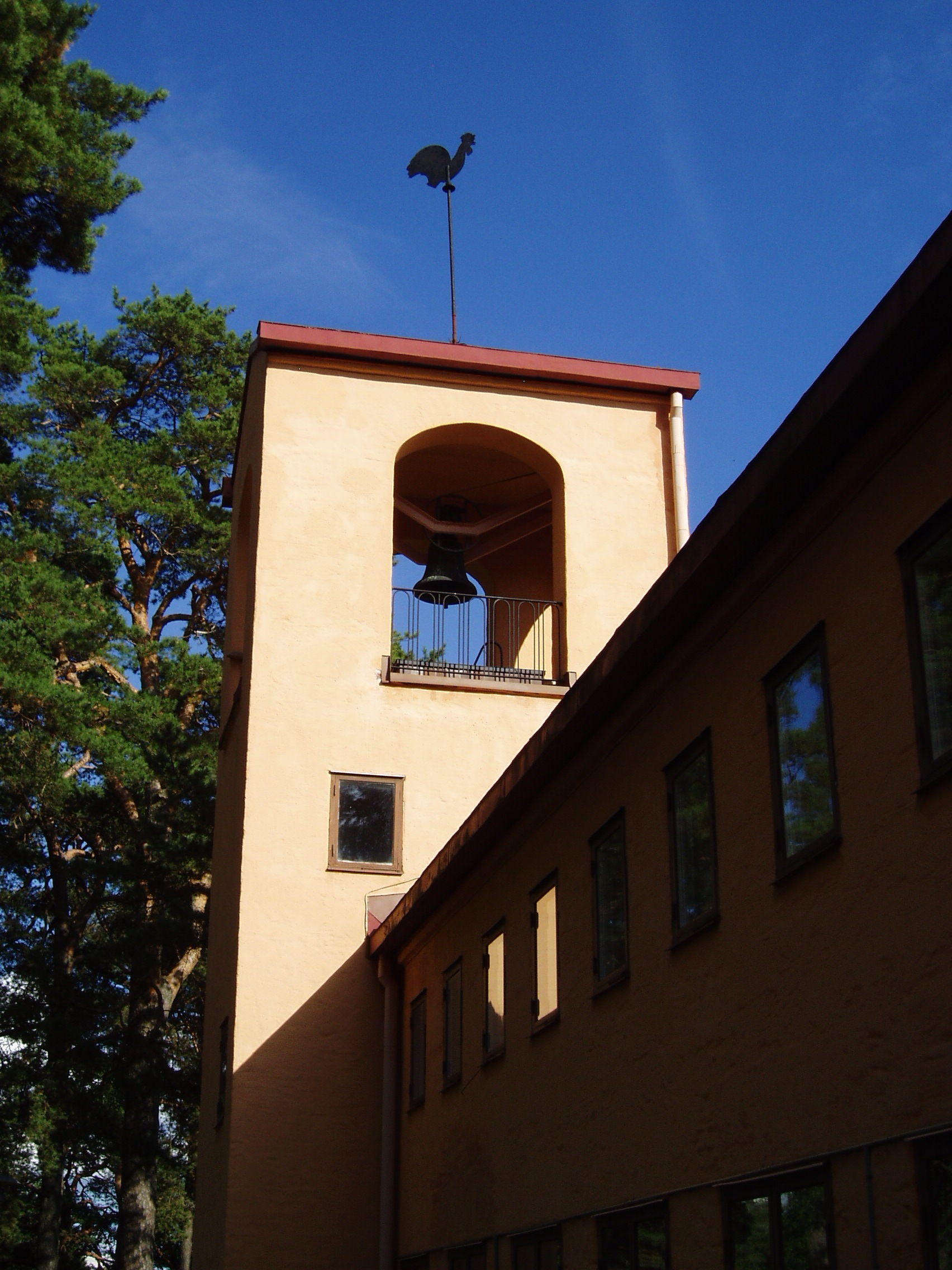
Sigtunastiftelsens kyrka, klocktornet.
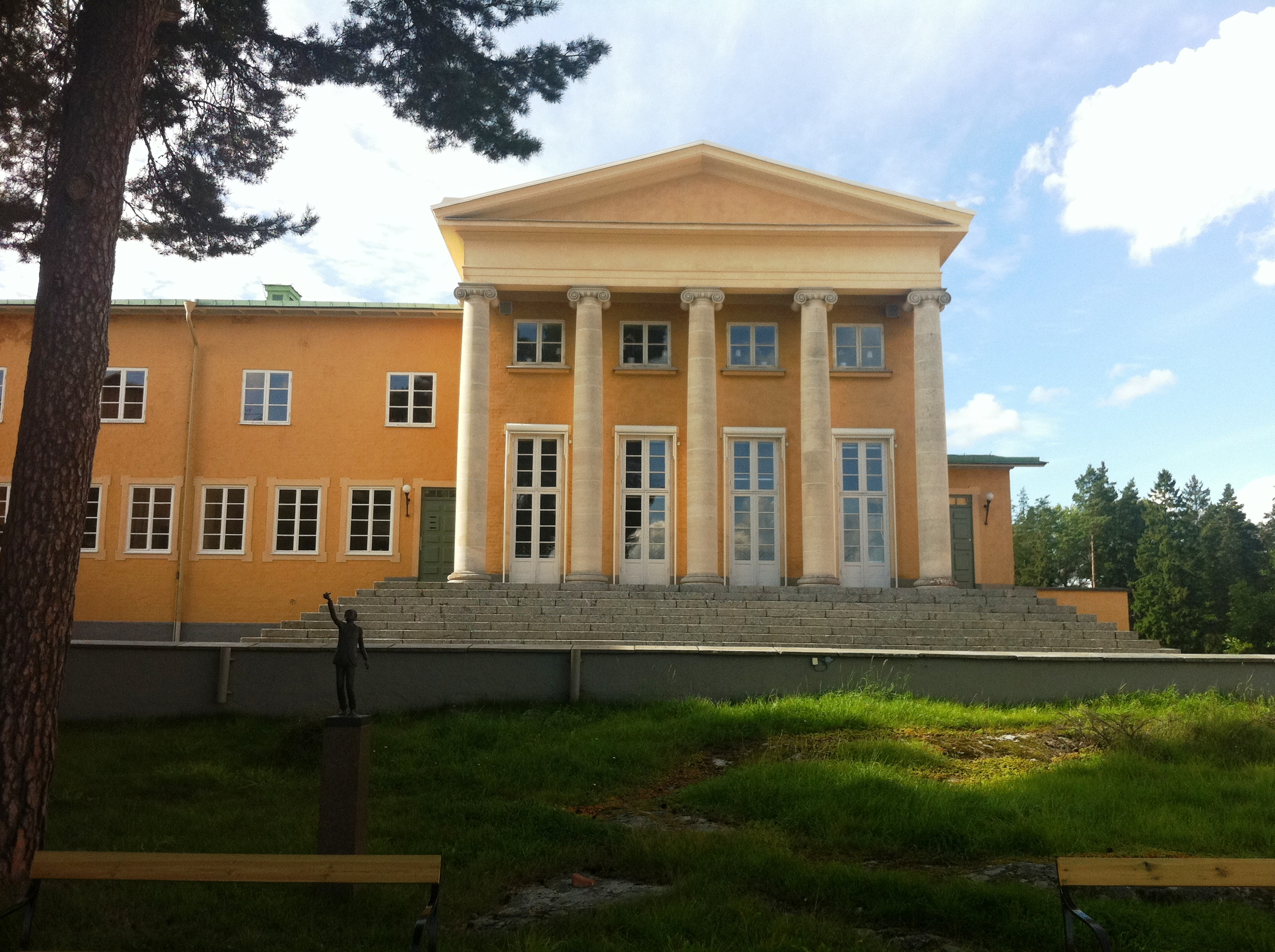
Sigtunaskolan Humanistiska Läroverket (SSHL) är beläget på Sigtuna stads västra kulle, skolan är en internatskola för högstadiet och gymnasiet.
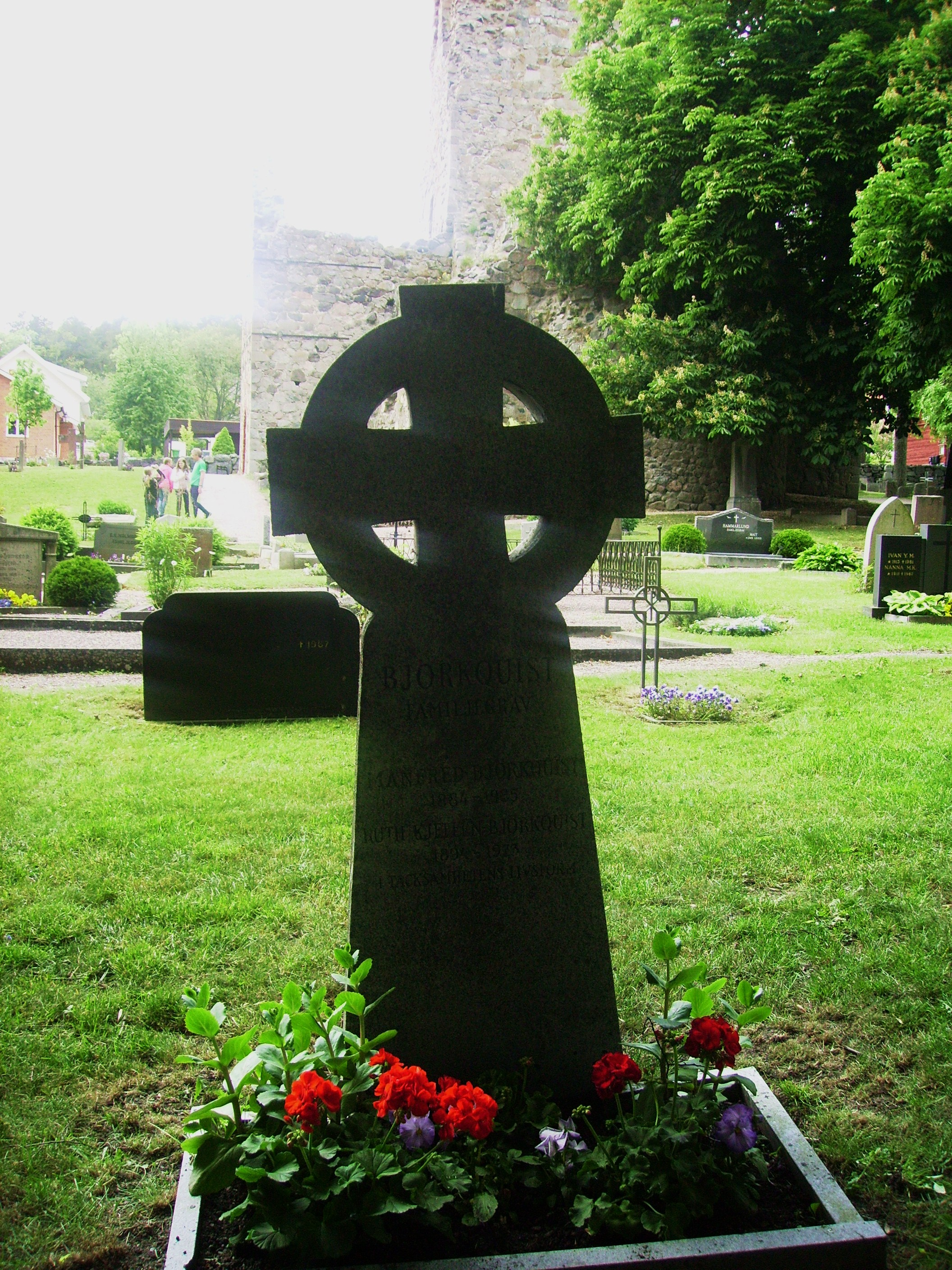
Biskop Manfred Björkquists gravvård på Sigtuna prästgård. 1927 grundade Manfred Björkquist Sigtuna Humanistiska Läroverk (SHL).
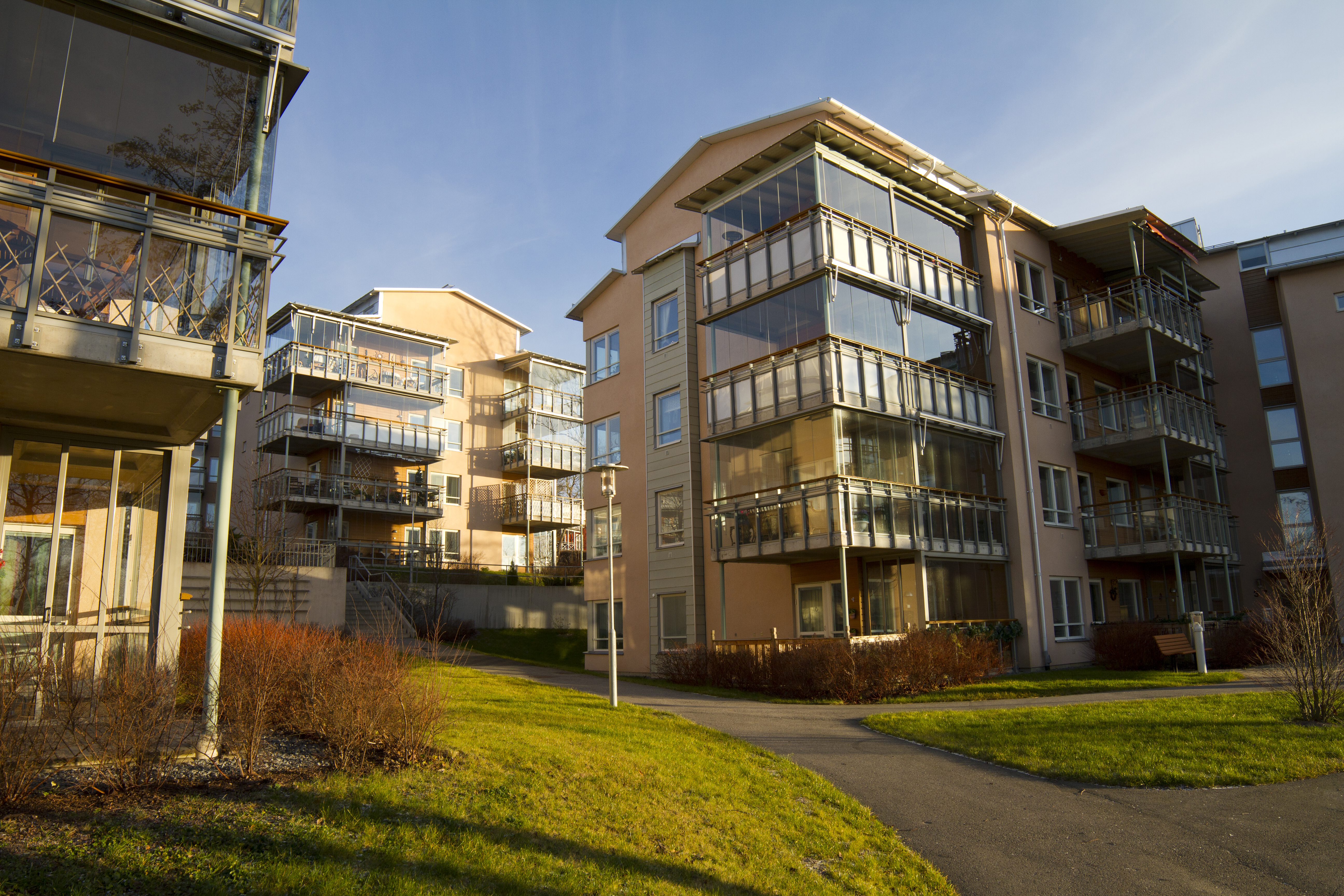
Hälleberget seniorboende i Sigtuna.

## Kända Sigtunabor
Lista över personer som har sitt ursprung i eller under längre perioder varit bosatta i Sigtuna
| - Manfred Björkquist (biskop) - Jan Bonnevier (TV-man och författare) - Thomas Brolin (fd fotbollsspelare) - Roland Cedermark (musiker) - Kjerstin Dellert (operasångerska) - Gunnar Ekelöf (författare) - Cecilia Fahlberg (ordförande i fackförbundet Unionen) - David Fjäll (programledare och sportjournalist) - Carl-Johan Fogelklou (musiker i Mando Diao) - Hannah Graaf (fotomodell) | - Magdalena Graaf (fotomodell och författare) - Ian Haugland (musiker i Europe) - Magnus Hedman (fd fotbollsspelare) - Fredrik Hiller (skådespelare) - Harriet Hjorth (författare) - Patrik Isaksson (artist) - Inga Landgré (skådespelare) - Karl Larsson (musiker i Last Days of April) - Vilhelm Lundström (språkvetare) - Per Uddén (grundare av företaget Permobil) | - Niklas Wikegård (fd ishockeytränare och sportkommentator) - Povel Ramel (komiker) - Olof Palme (statsminister) - Olof Palme (historiker) - Ingvar Storm (radioman) - Carl-Henric Svanberg (företagsledare) - Björn von Sydow (politiker) - Gunnar Weman (fd ärkebiskop) - Lars Erik Falk (konstnär, skulptör) |